# Silent Hill (comics)
Pour les articles homonymes, voir Silent Hill.
Les comics Silent Hill constituent une série de bandes dessinées américaine inspirée de la série de jeux vidéo Silent Hill. Ils sont parus de février 2004 à décembre 2014 à travers 6 séries différentes ainsi qu'un one-shot exclusif sur UMD. sur ont été scénarisés par Scott Ciencin (en) puis par Tom Waltz à partir de Sinner's Reward avec des dessinateurs différents pour chaque série.

## Publication
1. Dying Inside, 5 numéros mensuels, février à juin 2004
2. Three Bloody Tales (Among the Damned, Paint It Black et The Grinning Man), 3 one-shots, novembre 2004, février 2005 et mai 2005
3. Dead/Alive, 5 numéros mensuels, décembre 2005 à avril 2006
4. Hunger, avril 2006, sorti exclusivement sur l'UMD The Silent Hill Experience[1]
5. Sinner's Reward, 4 numéros mensuels, février à mai 2008
6. Past Life, 4 numéros mensuels, octobre 2010 à janvier 2011
7. Anne's Story, 4 numéros mensuels, septembre à décembre 2014